# Derrick Sherwin
Derrick Sherwin (High Wycombe, Inglaterra; 16 de abril de 1936-29 de octubre de 2018) fue un productor televisivo, actor y guionista británico. Es conocido como editor y productor de Doctor Who entre 1968 y 1970. Fue el creador de conceptos icónicos de la serie como UNIT y los Señores del Tiempo.

## Biografía

### Primeros años
Sherwin comenzó su carrera en el teatro y trabajó como diseñador junior de decorados, artista escénico, tramoyista, director escénico y diseñador de iluminación. También pasó dos años en la Royal Air Force. Tras ello, Sherwin se estableció como actor en teatro, cine y televisión. Cuando aún trabajaba de actor, comenzó a trabajar como guionista autónomo, enviando guiones a series como Crossroads y Z-Cars.

### Doctor Who
En 1967, Sherwin recibió del director de seriales de la BBC, Shaun Sutton, la oferta de trabajar como editor de historias en Doctor Who. Fue editor de guiones desde The Web of Fear hasta The Mind Robber, en esta última escribiendo el primer episodio. También escribió el guion de The Invasion, que presentó a UNIT, adaptando la historia original que envió Kit Pedler.
En 1968 Sherwin comenzó a tomar un papel mayor en el lado de producción de la serie, y fue el asistente de producción extraoficial el resto de la sexta temporada, sucediéndole Terrance Dicks como editor de guiones. En The Space Pirates Sherwin volvió a tomar su antiguo papel, ya que Dicks estaba ocupado escribiendo The War Games. Dicks ha acreditado a Sherwin por la creación de los Señores del Tiempo, que se presentaron en The War Games, obra de Dicks y Malcolm Hulke.
Sherwin sucedió a Peter Bryant como productor de la serie en 1969, controlando la producción de The War Games y Spearhead from Space. También tuvo un papel activo junto a Bryant en la elección de Jon Pertwee para protagonizar la serie. También hizo una pequeña aparición en pantalla como el asistente del aparcamiento en Spearhead from Space; habís sido actor, y aún era miembro de la unión de actores, y despidió al actor original de ese papel por no poder interpretarlo adecuadamente.
Sherwin fue el responsable de la idea de exiliar al Doctor a la Tierra (que ocurre al final de la última historia del Segundo Doctor, The War Games), una decisión que tomó en un intento de corregir la caída de audiencias de la serie, reinventando el programa y haciéndolo más realista basándose más en The Quatermass Experiment. Para este propósito, Sherwin creó UNIT en The Invasion como una organización a la que el Doctor pudiera aliarse en la Tierra. UNIT se convirtió en una figura prominente de Doctor Who durante la era del Tercer Doctor, cuando la serie fue producida por el sucesor de Sherwin, Barry Letts.

## Otros trabajos
Tras Doctor Who, Sherwin fue productor de Paul Temple (1969-1971), The Man Outside (1972), Ski-Boy (1973), y The Perils of Pendragon (1974).